# ホルスト・クリューガー
ホルスト・クリューガー（独: Horst Krüger, 1916年5月23日–1989年4月7日）は、ドイツの軍人。最終階級はドイツ国防軍空軍少佐。戦後は西ドイツの再軍備についての会議、ヒンメロート委員会の一員となり、ヒンメロート覚書を策定するなど連邦軍創立において重要な役目を果たした。また自身も健軍間もない1955年にドイツ連邦軍に入隊。1973年に空軍少将の階級で除隊した。

## 経歴
1916年5月23日、ハンブルクで生まれる。

再軍備宣言後の1935年11月1日、ドイツ国防軍陸軍に入隊し、砲兵隊で勤務する。

1937年空軍に転科。

1940年1月1日、中尉に昇進。

1941年11月4日、騎士鉄十字章受勲。

1955年、ドイツ連邦空軍入隊。

1973年9月30日、連邦空軍少将の階級で除隊。

1989年4月7日、フライブルク・ブライスガウで死去。

## 叙勲
騎士鉄十字章 （1941年11月4日）